# Тань Чжэньлинь
Тань Чжэньли́нь (кит. трад. 譚震林, упр. 谭震林, пиньинь Tán Zhènlín, 1902—1983) — видный китайский коммунист, политработник в Народно-освободительной Армии во время Гражданской войны, член ЦК КПК после революции.

## Биография
Тань Чжэньлинь родился в уезде Юсянь провинции Хунань. Он вступил в компартию в 1926 году и участвовал в Гражданской войне практически с самого её начала в конце 1920-х годов. После начала войны с Японией служил в Новой 4-й армии; после «инцидента с Новой 4-й армией» стал командиром 6-й дивизии Новой 4-й армии. К 1949 году он дорос до должности первого заместителя комиссара Третьей армии НОАК.
После окончания Гражданской войны Тань Чжэньлинь неоднократно был членом ЦК КПК (8-го созыва, 1956—1969; 10-го созыва, 1973—1977; 11-го созыва, 1977—1982).

Тань Чжэньлинь подвергается критике хунвэйбинов (май 1967 года)

На собрании партийных руководителей 16 февраля 1967 года, Тань Чжэньлинь выступил против эксцессов Культурной революции, которая, по его словам, была направлена против ветеранов партии. В этом он был поддержан маршалом Чэнь И и некоторыми другими видными коммунистами. Хунвэйбины немедленно начали кампанию борьбы с Тань Чжэньлинем, которую, однако, он смог пережить.
Занимал должность заместителя председателя Постоянного комитета Всекитайского собрания народных представителей (4-го созыва, 1975—1978; 5-го созыва, 1978—1983)